# Dorset Garden Theatre

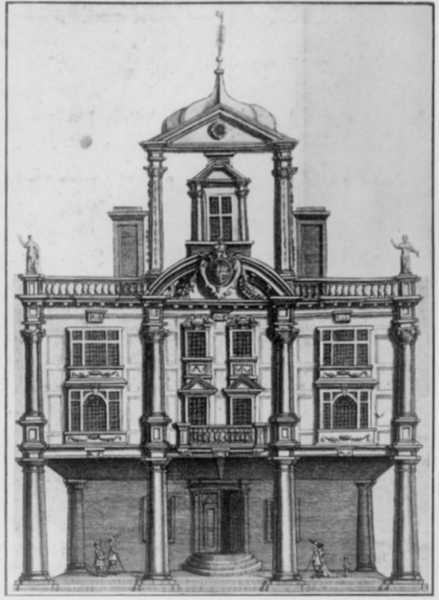
Południowa fasada Dorset Garden Theatre, rycina pochodzi z libretto do The Empress of Morocco (1673).

Dorset Garden Theatre początkowo znany jako Duke of York's Theatre (Teatr Księcia Yorku), albo  Duke's Theatre (Teatr Księcia) – nieistniejący współcześnie teatr położony w Londynie. W 1685 zmarł król Karol II, zaś jego brat, Książę Yorku, został koronowany jako Jakub II. Kiedy książę został władcą, teatr zmienił nazwę na Queen's, co odnosiło się do drugiej żony Jakuba, Marii z Modeny. Nazwa ta pozostała aktualna nawet po koronacji Wilhelma III. 
Teatr był czwartą siedzibą Duke's Company; po okresie zamknięcia teatrów w Londynie wznowił dawną działalność, wystawiając sztuki następcy tej grupy teatralnej, United Company.
Budynek teatru został rozebrany w 1709. 

## Tło powstania
Po okresie bezkrólewia w Anglii, kiedy wystawianie sztuk było zakazane, Karol II zezwolił na działalność teatralną dwóm trupom aktorskim. Były to The Duke’s Company i King’s Company, której patronem był sam władca. Początkowo siedzibą obu był Cockpit Theatre. Pierwsza z grup w 1662, po krótkim pobycie w Salisbury Court Theatre, przeniosła się do Lincoln's Inn Fields. W tym samym czasie King’s Company zaczęła występować w Theatre Royal przy Drury Lane. 
Po śmierci założyciela Duke's Company, Sir Williama Davenanta w 1668 kontrolę nad grupą przejął jej przodujący aktor, Thomas Betterton. Wraz z rodziną Davenant zdecydował wybudować nowy gmach, zakładając budżet na poziomie £9,000. W 1670 wszystko było gotowe do rozpoczęcia budowy. Na 39 lat (tj. Do 1709) wynajęto działkę przy Gorset Garden za cenę 130 funtów rocznie.. Betterton odwiedził Paryż, gdzie poznał barokowy, spektakularny styl wystawiania sztuk, przy użyciu ciekawej scenografii i maszyn. Nowy teatr został zaprojektowany tak, aby mógł podołać technicznie takim właśnie inscenizacjom. 

## Budynek
Teatr został otwarty 9 listopada 1671. Był prawie dwukrotnie większy niż wcześniejszy budynek grupy w Lincoln's Inn Fields. Stał się głównym miejscem inscenizowania sztuk w Londynie po pożarze Theatre Royal w styczniu 1672, niemniej jednak odbudowany w 1674 gmach siedziby King’s Company stanowił dla niego silną konkurencję. Po połączeniu obu grup teatralnych w 1682 roku i utworzeniu przez nie United Company, gmach teatru w Dorset Garden używany był, aż do  jego rozbiórki w 1709, głównie do inscenizowania oper i spektakularnych sztuk. Od lat 90. XVII wieku odbywały się tam także wydarzenia o mniej kulturalnym charakterze, jak konkursy podnoszenia ciężarów.  
Nie wiadomo, kto zaprojektował gmach. Tradycja przekazuje, że był to Christopher Wren, co wydaje się jednak nieprawdopodobne ze względów zarówno praktycznych, jak i stylistycznych. Być może autorem projektu był Robert Hooke, współpracownik Wrena.